# Neil deGrasse Tyson
Neil deGrasse Tyson (* 5. října 1958, New York, New York, USA) je americký astrofyzik, popularizátor vědy, ředitel Haydenova planetária a výzkumník při Americkém přírodovědném muzeu. Je častým hostem v pořadech The Daily Show, The Colbert Report, Real Time with Bill Maher a Jeopardy!. V srpnu 2011 bylo oznámeno, že bude uvádět pokračování série Cosmos Carla Sagana. Byl po něm pojmenován asteroid 13123 Tyson, mimo jiné byl také zařazen na seznam sta nejvlivnějších lidí magazínu Time a magazín Discover ho označil za jednoho z deseti nejvlivnějších vědců.

## Biografie
Tyson se narodil v New Yorku jako druhý ze tří dětí. Jeho otec byl sociolog a matka gerontoložka. Na střední škole byl kapitánem zápasnického týmu a šéfredaktorem školního fyzikálního časopisu. Již od mládí projevoval velký zájem o astronomii.
Astronom Carl Sagan, který v té době pracoval na Cornellově univerzitě, se na svou školu snažil Tysona dostat, ten se ale rozhodl pro studium fyziky na Harvardově univerzitě. Tam byl prvním rokem členem veslařského týmu, ale později se navrátil k zápasu. V roce 1980 na Harvardu získal titul B.A. (Bachelor of Arts) z fyziky a ve studiu pokračoval na Texaské univerzitě v Austinu, kde v roce 1983 získal titul M.A. (Master of Arts) v astronomii. Na Texaské univerzitě si začal dělat doktorát, ale v roce 1988 se přesunul na Kolumbijskou univerzitu. Na té v roce 1989 získal titul M.S. (Master of Science) z astrofyziky a v roce 1991 Ph.D. (Doctor of Philosophy) z téhož.

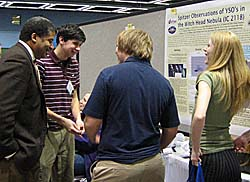
Tyson se svými studenty v roce 2007

Ve svém výzkumu se zaměřuje na vznik a vývoj hvězd, fyzickou kosmologii a galaktickou astronomii. Napsal také několik populárně-vědeckých knih a vystupoval v několika dokumentárních filmech a pořadech. Byl jedním z vědců, kteří prosazovali reklasifikaci planety Pluto; v roce 2006 Mezinárodní astronomická unie Pluta zařadila mezi trpasličí planety.
30. listopadu 2018 byl třemi ženami obviněn ze sexuálního obtěžování. Na základě vyšetřování ukončeného v roce 2019 byl očištěn a zůstal ředitelem Haydenova planetária.
V současnosti[kdy?] žije se svou ženou a dvěma dětmi v Lower Manhattanu.

## Názory
Tyson tvrdí, že zastánci teorie inteligentního plánu maří vědecký pokrok. Sám sebe považuje za agnostika. Napsal několik prací o náboženství, spiritualitě a spiritualitě vědy. Spolu s evolučním biologem Richardem Dawkinsem přednesl několik přednášek o vědě a náboženství. Na otázku, jestli je sám věřící, odpověděl: „Součástí popisu všech vyšších bytostí u všech náboženství, která znám, je několikrát zmíněna jejich laskavost. Když se podívám na vesmír a na všechny způsoby, kterými se nás snaží zabít, nedaří se mi v tom onu laskavost zahlédnout.“

## Výběr z bibliografie
Seznam knih od Tysona:

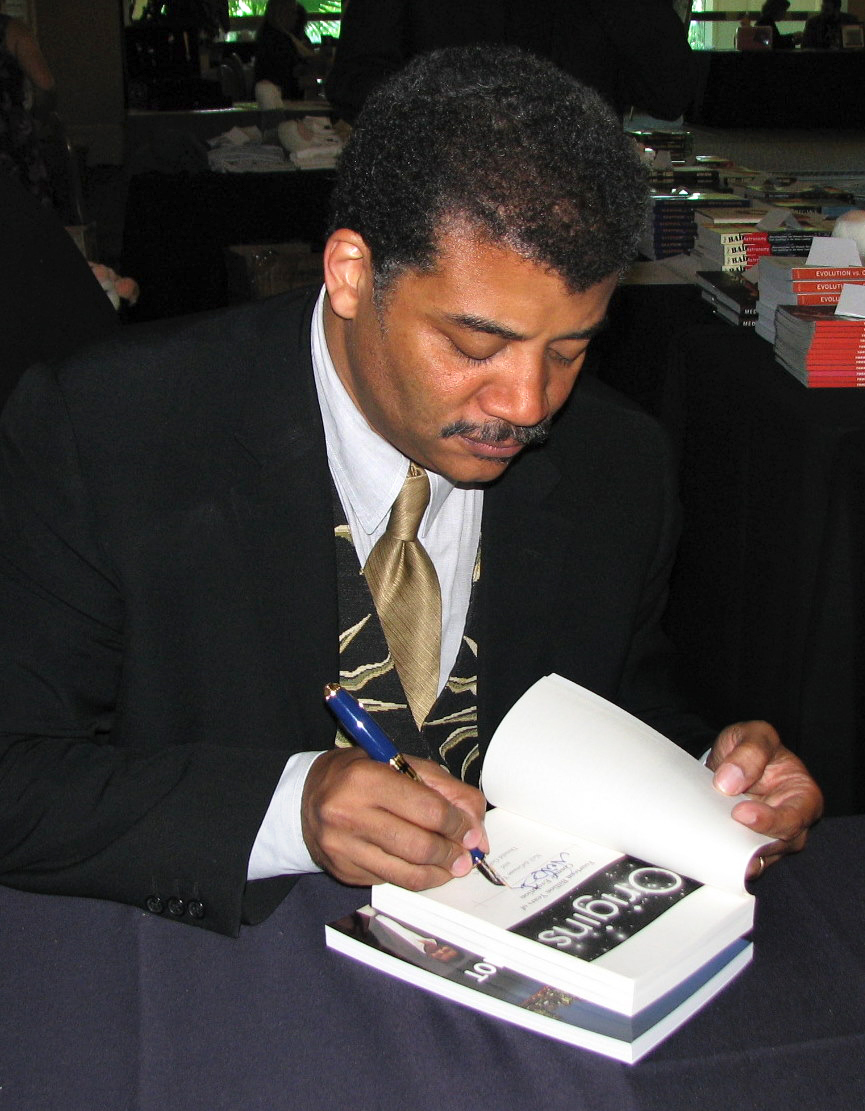
Tyson v roce 2008 při podpisu své knihy Origins

- Merlin's Tour of the Universe (1989)
- Universe Down to Earth (1994)
- Just Visiting This Planet (1998) ISBN 0-385-48837-8
- One Universe: At Home in the Cosmos (2000) ISBN 0-309-06488-0
- Cosmic Horizons: Astronomy at the Cutting Edge (2000) ISBN 1-56584-602-8
- City of Stars: A New Yorker's Guide to the Cosmos (2002)
- My Favorite Universe (A twelve part lecture series) (2003) ISBN 1-56585-663-5
- Origins: Fourteen Billion Years of Cosmic Evolution (co-authored with Donald Goldsmith) (2004) ISBN 0-393-32758-2
- The Sky Is Not the Limit: Adventures of an Urban Astrophysicist (1st ed. 2000 / 2nd ed. 2004) ISBN 978-1-59102-188-9
- Smrt v podání černé díry a jiné vesmírné záhady, 2008 (Death by Black Hole: And Other Cosmic Quandaries, 2007) ISBN 0-393-33016-8
- The Pluto Files: The Rise and Fall of America's Favorite Planet (2009) ISBN 0-393-06520-0
- Space Chronicles (2012) ISBN 978-0-393-08210-4
- Listy od astrofyzika, 2019 (Letters from an Astrophysicist, 2019)
- Astrofyzika pro lidi ve spěchu, 2020 (Astrophysics for People in a Hurry, 2017)